# غريتشين مورغان
جريتشين مورغان (بالإنجليزية: Gretchen Morgan)‏ هي شخصية خيالية ظهرت في المسلسل الأمريكي بريزون بريك قامت بتأديتها الممثلة جودي لين أوكييف